# Молочни
Молочни (рус. Молочный) насељено је место са административним статусом варошице (рус. посёлок городского типа) на крајњем северозападу европског дела Руске Федерације. Варошица се налази у северном делу Мурманске области и административно припада њеном Кољском рејону.
Према проценама националне статистичке службе Русије за 2016. у вароши је живело 5.039 становника.

## Географија
Варошица Молочни налази се у северном делу Мурманске области и лежи на левој обали реке Коле, на свега око 3 километра узводно од њеног ушћа у Кољски залив. Молочни се налази на око 2,5 километара јужније од административног центра рејона, града Коле, те на око 10 километара јужније од Мурманска.

## Историја
Варошица је званично основана 1935. године као радничко насеље у ком су живели запослени на градњи Туломске хидроелектране. Садашње име насеље носи од 19. марта 1964. године, а званичан административни статус варошице од 1979. године.

## Демографија
Према подацима са пописа становништва 2010. у вароши је живело 5.208становника, док је према проценама националне статистичке службе за 2016. варошица имала 5.039 становника.
| 1939. | 1959. | 1970. | 1979. | 1989. | 2002. | 2010. | 2016. |
| ----- | ----- | ----- | ----- | ----- | ----- | ----- | ----- |
| ---   | ---   | ---   | ---   | 5.878 | 5.627 | 5.208 | 5.039 |